# القوات الجوية الباكستانية
القوات الجوية الباكستانية (بالأردوية: پاک فِضائیہ)‏ هو فرع حرب الجوي القوات المسلحة الباكستانية، مكلفة في المقام الأول الدفاع الجوي لباكستان دورا ثانويا في توفير الدعم الجوي الجيش الباكستاني والبحرية الباكستانية. القوات الجوية الباكستانية لديها أيضا دور التعليم العالي في توفير النقل الجوي الاستراتيجي والخدمات اللوجستية القدرة على باكستان. القوات الجوية الباكستانية يعمل لديها حوالي 65,000 الموظفين بدوام كامل (بما في ذلك ما يقرب من 3,000 الطيارون)، وحاليا، تعمل 400 طائرة مقاتلة، فضلا عن مختلف وسائل النقل وطائرات التدريب.

## المهام
حصلت للقوات الجوية الباكستانية على مهمتها الرئيسية من القائد محمد علي جناح، مؤسس باكستان، وذلك خلال خطابه أثناء مرور طابور الطلاب المتخرجين من الأكاديمية الجوية الباكستانية في 13 أبريل 1948:
| القوات الجوية الباكستانية | بلد بلا قوات جوية قوية تكون تحت رحمة أى معتد، يجب على باكستان بناء قواتها الجوية بأسرع وقت ممكن، يجب أن تكون قوات فاعلة، لا شيء آخر | القوات الجوية الباكستانية |

إلا أن الوضع الحالي تطلب ومكّن القوات من تعديل وتطوير المهمة إلى:
«تقديم دعم جوي فاعل، ومضمون وذي جدوى اقتصادية للدفاع عن باكستان، بالتعاون مع أفرع الجيش الباكستاني الأخرى»

## القواعد الجوية
تستخدم القوات الجوية الباكستانية عشر قواعد جوية أثناء السلم. هذه القواعد مكتملة البنية التحتية من ملاجئ قوية، وأبراج مراقية، وورش عمل، ومستودعات ذخائر. هذه القواعد هي:
- قاعدة مصحف الجوية (سارجودا)
- قاعدة مسرور الجوية (كراتشي)
- قاعدة فيصل الجوية (كراتشي)
- قاعدة رفيق الجوية (البنجاب)
- قاعدة بيشاور الجوية (بيشاور)
- قاعدة سامونجلي الجوية (كويته)
- قاعدة ميانوالي الجوية (ميانوالي)
- قاعدة ميناس الجوية (كامرہ)
- قاعدة جكلاله الجوية (راولبندي)
- قاعدة رسالپور الجوية (رسالپور)
- مطار ملتان (ملتان)

## مخزون الطائرات
| الطائرة              | المنشأ           | النوع                | النسخة                                          | ف الخدمة      | ملاحظات          |  |
| -------------------- | ---------------- | -------------------- | ----------------------------------------------- | ------------- | ---------------- |  |
| جي إف-17 ثاندر       | باكستان الصين    | مقاتلة متعددة المهام | جي إف-17                                        | 160           | 90 تحت الطلب     |  |
| إف-16 فايتينغ فالكون | الولايات المتحدة | مقاتلة متعددة المهام | المجموع F-16A/B F-16C/D                         | 45 43 0       | +52 تحت الطلب    |  |
| داسو ميراج الثالثة   | فرنسا            | هجوم أرضي            | المجموع Mirage-IIIEP Mirage-IIIO Mirage-IIIR/RP | 121 63 43 15  | ~ 161 تم تحديثهم |  |
| داسو ميراج 5         | فرنسا            | دعم بحري هجوم أرضي   | المجموع 5PA3 5PA2 5PA 5VDPA2                    | 60 12 18 28 2 | ~ 50 تم تحديثهم  |  |
| تشنغدو جيه-10        | الصين            | مقاتلة متعددة المهام | J-10C                                           | 25            |                  |  |

## المستقبل
شراء مزيد من الأسلحة
- صواريخ أيم-120سي5 أمرام: صاروخ خارج المدى المنظور جو-جو (500 طلبت)
- صواريخ أيم-9إم-1/2 سايدواندر: صاروخ داخل المدى المنظور جو-جو(300 طلبت)
- صواريخ إس دي-9: صاروخ خارج المدى المنظور جو-جو
- صواريخ بي إل-12: صاروخ داخل المدى المنظور جو-جو
- صواريخ بوينغ هاربون: صاروخ مضاد للسفن
- صواريخ ميكترون مار-1: صاروخ مضاد للرادرات (100 استلمت)
- جهاز القناص المتتبع لوكهيد مارتن إكس أر (18 طلبت)
- أسلحة المواجهة (JSOW)
- ذخائر الهجوم المباشر (JDAM)